# Eucnide grandiflora
Eucnide grandiflora là một loài thực vật có hoa trong họ Loasaceae. Loài này được (Groenl.) Rose mô tả khoa học đầu tiên năm 1895.